# Stazione di Monte Grande
La stazione di Monte Grande (Estación Monte Grande in spagnolo) è una stazione ferroviaria della linea Roca situata nell'omonima città della provincia di Buenos Aires.

## Storia
La stazione fu aperta al traffico il 20 luglio 1889.